# ДСТУ 9112:2021
ДСТУ 9112:2021 «Кирилично-латинична транслітерація і латинично-кирилична ретранслітерація українських текстів. Правила написання»  — національний стандарт української латиниці, що поширюється на будь-які українські тексти, які потрібно транслітерувати за допомогою латинського алфавіту.

## Застосування стандарту
Стандарт застосовується для кирилично-латиничної транслітерації (латинізації) і ретранслітерації на кирилицю (зворотної транслітерації) українських текстів:
- у міжнародних інформаційних базах і багатомовних текстових корпусах;
- у міжнародних інформаційних системах;
- у наукометричних системах;
- у документах, які засвідчують фізичну чи юридичну особу;
- у друкованій продукції (географічні карти, монографії, довідники тощо);
- для реквізитів бланків офіційних документів (угод, листів, протоколів, актів тощо) й адрес на конверті, що містить офіційний документ;
- на вивісках і дорожніх щитах для позначення назв вулиць, закладів, організацій, установ і населених пунктів;
- у телекомунікаційних мережах;
- на транспортних засобах та інших об'єктах, які перебувають під юрисдикцією України;
- для товарних знаків і рекламних текстів;
- для назв клубів і спортивних команд;
- в інших випадках, коли виникає потреба транслітерувати чи ретранслітерувати українські тексти.

Стандарт призначено для транслітерації та зворотної транслітерації (ретранслітерації) давньоукраїнських, староукраїнських і новоукраїнських текстів.

## Приклади
| Кирилиця         | Транслітерація за системою А | Транслітерація за системою Б |
| ---------------- | ---------------------------- | ---------------------------- |
| Вінниця          | Vinnycja                     | Vinnycja                     |
| Дніпро           | Dnipro                       | Dnipro                       |
| Донецьк          | Donecjk                      | Donecjk                      |
| Житомир          | Žytomyr                      | Zhytomyr                     |
| Запоріжжя        | Zaporižžja                   | Zaporizhzhja                 |
| Івано-Франківськ | Ivano-Frankivsjk             | Ivano-Frankivsjk             |
| Київ             | Kyïv                         | Kyjiv                        |
| Кропивницький    | Kropyvnycjkyj                | Kropyvnycjkyj                |
| Луганськ         | Luğansjk                     | Lughansjk                    |
| Луцьк            | Lucjk                        | Lucjk                        |
| Львів            | Ljviv                        | Ljviv                        |
| Миколаїв         | Mykolaïv                     | Mykolajiv                    |
| Одеса            | Odesa                        | Odesa                        |
| Полтава          | Poltava                      | Poltava                      |
| Рівне            | Rivne                        | Rivne                        |
| Сімферополь      | Simferopolj                  | Simferopolj                  |
| Суми             | Sumy                         | Sumy                         |
| Тернопіль        | Ternopilj                    | Ternopilj                    |
| Ужгород          | Užğorod                      | Uzhghorod                    |
| Харків           | Xarkiv                       | Kharkiv                      |
| Херсон           | Xerson                       | Kherson                      |
| Хмельницький     | Xmeljnycjkyj                 | Khmeljnycjkyj                |
| Черкаси          | Čerkasy                      | Cherkasy                     |
| Чернівці         | Černivci                     | Chernivci                    |
| Чернігів         | Černiğiv                     | Chernighiv                   |
| Україна          | Ukraïna                      | Ukrajina                     |

Нижче подано перший куплет гімну України двома офіційними стандартами транслітерації.
| Кирилиця | Транслітерація за системою А | Транслітерація за системою Б |
| --- | --- | --- |
| Ще не вмерла України ні слава, ні воля. Ще нам, браття молодії, усміхнеться доля. Згинуть наші воріженьки, як роса на сонці, Запануєм і ми, браття, у своїй сторонці. Душу й тіло ми положим за нашу свободу І покажем, що ми, браття, козацького роду! | Ŝe ne vmerla Ukraïny ni slava, ni volja. Ŝe nam, brattja molodiï, usmixnetjsja dolja. Zğynutj naši voriženjky, jak rosa na sonci, Zapanujem i my, brattja, u svoïj storonci. Dušu j tilo my položym za našu svobodu I pokažem, ŝo my, brattja, kozacjkoğo rodu! | Shche ne vmerla Ukrajiny ni slava, ni volja. Shche nam, brattja molodiji, usmikhnetjsja dolja. Zghynutj nashi vorizhenjky, jak rosa na sonci, Zapanujem i my, brattja, u svojij storonci. Dushu j tilo my polozhym za nashu svobodu I pokazhem, shcho my, brattja, kozacjkogho rodu! |

## Нотатки
1. ↑  Транслітерація:
  - за системою А: DSTU 9112:2021 «Kyrylyčno-latynyčna transliteracija i latynyčno-kyrylyčna retransliteracija ukraïnsjkyx tekstiv. Pravyla napysannja».
  - за системою Б: DSTU 9112:2021 «Kyrylychno-latynychna transliteracija i latynychno-kyrylychna retransliteracija ukrajinsjkykh tekstiv. Pravyla napysannja».